# Juan José Romero
Juan José Romero (Buenos Aires, 1 de enero de 1841 -Buenos Aires, 30 de noviembre de 1915) fue un abogado y político argentino. Se desempeñó como ministro de Hacienda en tres ocasiones y fue Interventor federal de la Provincia de Buenos Aires entre 1880 y 1881.
Fue consejero de la Municipalidad de Buenos Aires, vocal de la Comisión Clasificadora del Archivo General, Director del Banco Hipotecario y en dos ocasiones, Director del Banco de la Provincia de Buenos Aires. Se desempeñó como convencional constituyente y fue elegido diputado y senador provincial (por dos períodos).
Siendo senador de la Provincia de Buenos Aires, tras la renuncia del gobernador Carlos Tejedor, pasó a desempeñarse como Presidente de la cámara, entre el 6 y el 11 de octubre de 1880. Este último día fue designado Interventor Federal de la provincia, reemplazando al anterior interventor, José María Bustillo. Ejerció este cargo hasta el 1 de mayo de 1881, día en que asumió como gobernador Dardo Rocha.
Durante la primera presidencia de Julio Argentino Roca (1880-1886) se desempeñó como ministro de Hacienda de la Nación, sucediendo a Santiago Cortínez y siendo sucedido por Victorino de la Plaza. Durante la presidencia de Luis Sáenz Peña (1892-1895) volvió a ocupar ese cargo, así como en la de José Evaristo Uriburu (1895-1898).
Murió en 1915.